# Till Brönner
Till Brönner (Viersen, 6 mei 1971) is een Duitse zanger, trompettist, componist, arrangeur en professor.

## Carrière
In Niederrhein geboren en de eerste jaren opgegroeid, ging de familie voor vijf jaar naar Rome, waar Brönner ook de kleuterschool bezocht. Hij behaalde in 1990 zijn diploma op de jezuiëtenschool Aloisiuscollege in Bonn-Bad Godesberg. Reeds hier viel hij op door zijn talent bij verschillende schoolorkesten, waaronder het klassiek schoolorkest, de AKO Big Band en Sacro-Pop (samen met Stefan Raab). Hij studeerde jazztrompet aan de Hochschule für Musik Köln. Tot zijn belangrijkste leraren behoorden Malte Burba en de Amerikaanse jazztrompettist Bobby Shew. Brönner speelde in de Berlijnse RIAS Big Band. Zijn eerste eigen album Generations of Jazz met Ray Brown, Jeff Hamilton, Frank Chastenier en Grégoire Peters verscheen in 1993. Hij kreeg de Preis der Deutschen Schallplattenkritik en de Preis der Deutschen Plattenindustrie. Vervolgens speelde hij met internationale jazzgrootheden als Dave Brubeck, Tony Bennett, Mark Murphy, James Moody, Monty Alexander, Nils Landgren, Klaus Doldinger en Joe Sample en ging hij in 2003 met de soulzangeres Joy Denalane op tournee. Verder produceerde en componeerde hij voor Hildegard Knef het album 17 Millimeter (1999) en schreef hij soundtracks voor Jazz seen en Höllentour van Pepe Danquart.
Eind april 2006 verscheen zijn in Los Angeles opgenomen studioalbum Oceana. Bij de door Larry Klein geproduceerde cd zijn onder andere Madeleine Peyroux en zangeres Carla Bruni als gaststerren betrokken. Brönner produceerde in 2002 het swingalbum When the Angels Swing met de No Angels, waarvoor hij de pophits van de groep voor een bigbandorkest in swingstijl arrangeerde. In 2006 produceerde hij voor de bariton Thomas Quasthoff het jazzalbum Watch What Happens, waarbij hij ook als trompettist was betrokken.
Van 2004 tot maart 2010 speelde en presenteerde hij in de reeks Talkin' Jazz van de Kunst- und Ausstellungshalle der Bundesrepublik Deutschland in Bonn met zijn band en geselecteerde gasten, waaronder Paul Kuhn, Mousse T., Stefan Raab, Anke Engelke, Thomas Quasthoff, Nana Mouskouri en vele anderen. In maart 2010 was Peter Kraus zijn laatste gast in de reeks. In 2009 speelde hij als een van de gastmuzikanten de bugel-onderdelen op het album Touch van de beroemde Zwitserse electronica-muzikantenduo Yello.
In 2009 werd Brönner tot professor benoemd aan de Hochschule für Musik Carl Maria von Weber Dresden. Sinds het wintersemester 2009/2010 doceerde hij daar samen met Malte Burba in de vakrichting jazz, rock en pop.
Van augustus tot november 2010 was Brönner samen met Sarah Connor en George Glueck jurylid en mentor in de castingshow X Factor, die werd uitgezonden door RTL en VOX. Hij werd ingedeeld in de categorie vanaf 25 jaar en won het concours met zijn kandidate Edita Abdieski. Tijdens het tweede seizoen, dat begon op 30 augustus 2011, was hij opnieuw jurylid en mentor en kreeg wederom de categorie vanaf 25 jaar. Op 6 december 2011 won Brönner de show weer met zijn kandidaat David Pfeffer. Zijn afscheid uit de VOX-talentenshow bevestigde hij als zijn hoofdberoep als jazzmuzikant, dat weer zijn volle aandacht verdiende.
Sinds 2010 werkte Brönner ook intensief als fotograaf. Zijn foto's, die hij meestal fotografeerde met zijn Leica 'M'-camera, zijn eind 2014 in het beeldband Faces of Talent verschenen.
In april 2016 werd Brönner op verzoek van de Amerikaanse president Barack Obama uitgenodigd in het Witte Huis om als enige jazzartiest uit het Duitstalige gebied met 45 internationale collega's de International Jazz Day (30 april) van de UNESCO met een concert te vieren. Het All-Star-ensemble bestond uit Aretha Franklin, Morgan Freeman, Herbie Hancock, Sting, Pat Metheny, Diana Krall, Marcus Miller, Wayne Shorter, Chick Corea, John McLaughlin, Al Jarreau en Dianne Reeves.
In mei 2016 tekende Brönner na meer dan 15 jaar bij Universal Records een internationaal contract bij Sony Masterworks in New York.

## Onderscheidingen
Brönner kreeg vijf Echo's. In 2007, 2008 en 2009 in de categorie Jazz nationaal/internationaal. Daarna volgden er nog twee. In 2009 werd Brönner genomineerd voor de Grammy Award in de categorie Best Instrumental Jazz Solo voor het nummer Seven Steps to Heaven van de Amerikaanse zanggroep Take 6. In 2014 kreeg hij de Joachim-Ernst Berendt-ereprijs van de stad Baden-Baden (toekenning op 12 maart 2014 in Baden-Baden in het kader van het Mr. Ms Jazz Club Festival).

## Privéleven
Brönner heeft een domicilie in Berlin-Charlottenburg en sinds 2013 een tweede honk in Los Angeles. Hij is vader van een zoon.

## Discografie
- 1994: Generations of Jazz
- 1995: My Secret Love
- 1996: German Songs
- 1996: Midnight
- 1998: Love (goud, Jazz-Award 1999)
- 2000: Chattin with Chet (een tribuut aan Chet Baker) (goud, Jazz-Award 2000)
- 2001: Jazz Seen (goud, Jazz-Award 2005)
- 2002: Blue Eyed Soul (5 x goud, Jazz-Award 2005)
- 2004: That Summer (3 x platina, Jazz-Award 2005)
- 2004: For You (Frank Chastenier en Till Brönner) (goud 2009)
- 2006: Oceana (goud 2012)
- 2007: The Christmas Album (met Curtis Stigers, Yvonne Catterfeld) (goud 2013)
- 2008: Rio (met Annie Lennox, Aimee Mann, Sérgio Mendes, Milton Nascimento, Melody Gardot, Vanessa da Mata, Luciana Souza, Kurt Elling)
- 2010: At the End of the Day
- 2012: Till Brönner
- 2014: The Movie Album (met Gregory Porter, Joy Denalane e.a.)
- 2015: Best of the Verve Years
- 2016: The Good Life (met Larry Goldings, Anthony Wilson, John Clayton, Jeff Hamilton) (3 x goud, Jazz-Award 2017)
- 2018: Nightfall (met Dieter Ilg) (platina, Jazz-Award 2018)
- 2020: On Vacation (met Bob James)

### Videoalbums
- 2005: A Night in Berlin (goud, Jazz-Award 2006)

## Boeken
- Till Brönner, Claudius Seidl: Talking Jazz. Kiepenheuer & Witsch, Köln 2010, ISBN 978-3-462-04167-5.
- Till Brönner: Faces of Talent. teNeues Verlag, Kempen 2014, ISBN 978-3-832-79865-9.
- Gastsprecher beim Hörbuch But Beautiful: ein Buch über Jazz von Geoff Dyer.
- Walter Smerling, Eva Müller-Remmert (Hrsg.): Till Brönner. Melting Pott. Wienand, Köln 2019, ISBN 978-3-86832-538-6 (Catalogus bij de gelijknamige tentoonstelling van Stiftung für Kunst und Kultur e. V., Bonn, en de Brost-Stiftung in het Museum Küppersmühle für Moderne Kunst MKM, Duisburg).